# Laguna Verde (Comarapa)
Laguna Verde es una laguna de Bolivia ubicada a 12 kilómetros al norte de la localidad de Comarapa en la provincia de Caballero en el departamento de Santa Cruz. Se encuentra a una altitud de 2.419 m s. n. m. y tiene una superficie aproximada de 5.250 m², con una profundidad máxima de 8 metros. Debe su nombre al color de sus aguas causado por las algas que provocan el cambio de color, sin embargo en épocas de sequía cambia de color a gris e inclusive a amarillo.
Enclavada en uno de los ambientes ecológicos más singulares de Bolivia como es la ecorregión de los bosques boliviano-tucumano, característico por los bosques nublados, especies de flora como los podocarpus y polilepis (pinos blancos y negros), helechos arbóreos, orquídeas y una gran representación de bromelias. La laguna está rodeada de un bosque húmedo con pino negro, pino blanco, cedro, aliso, quehuiña, sauce. La laguna forma parte de un área de 70 hectáreas de bosque que fue declarado Servidumbre Civil Ecológica el 2006 mediante un proyecto financiado por la fundación Protección del Medio Ambiente Tarija con un costo de $US 30.000, mientras que la Fundación Amigos de la Naturaleza ejecutó obras de alambrado, la construcción de una cabaña y de un sendero turístico.
Entre la fauna del lugar, como zona de paso y alimentación están las pavas de monte, urinas, puma y ocasionalmente el oso andino o jucumari. Se contabilizó que más de 400 especies de aves llegan a la laguna Verde en época de migración.
La laguna se encuentra dentro de la reserva forestal del mismo nombre, donde hay senderos bien establecidos que permiten recorridos cortos, de una media hora y otros más largos, de dos o tres horas hasta la zona alta.

## Fotografías

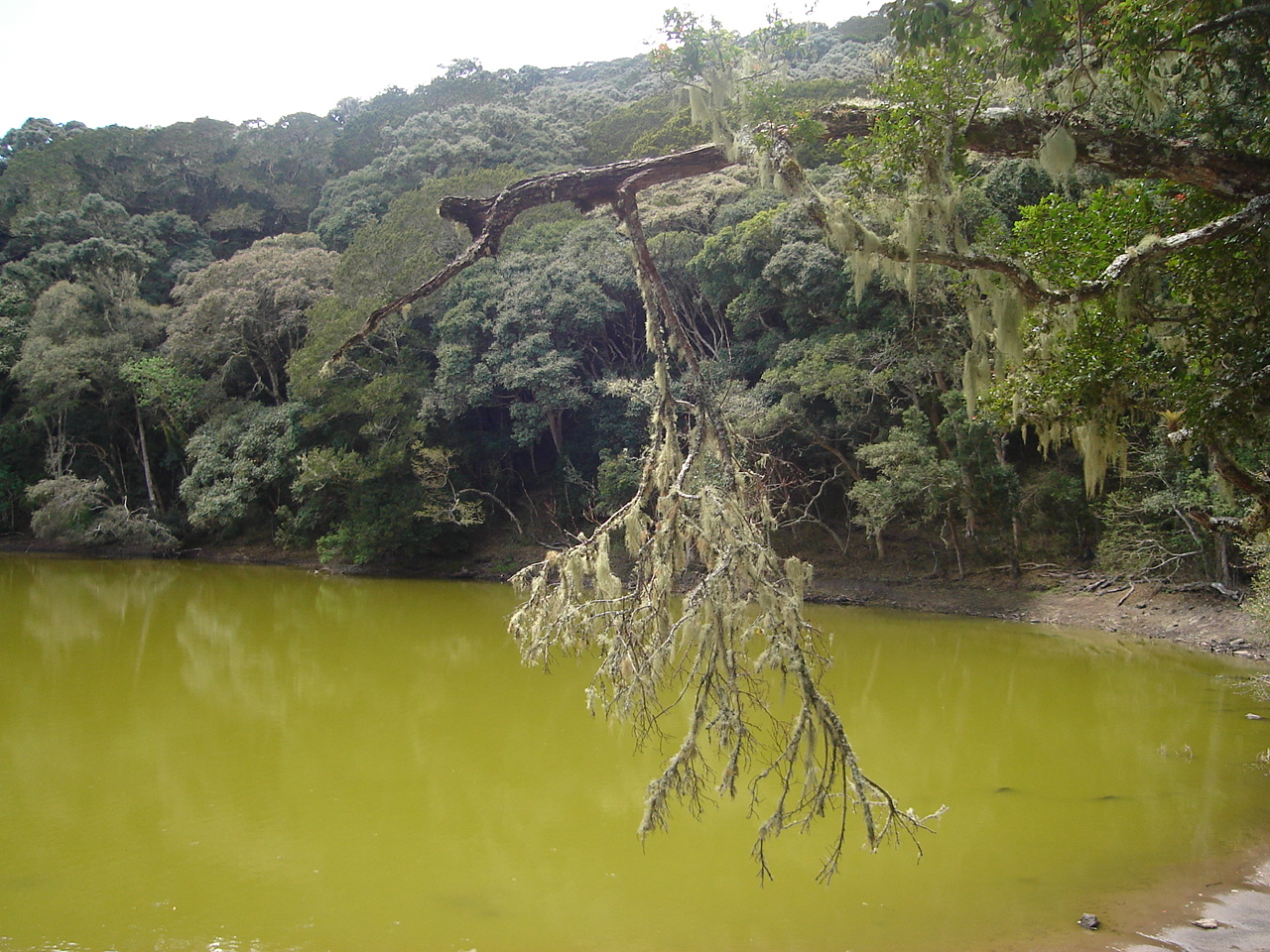
Paisaje
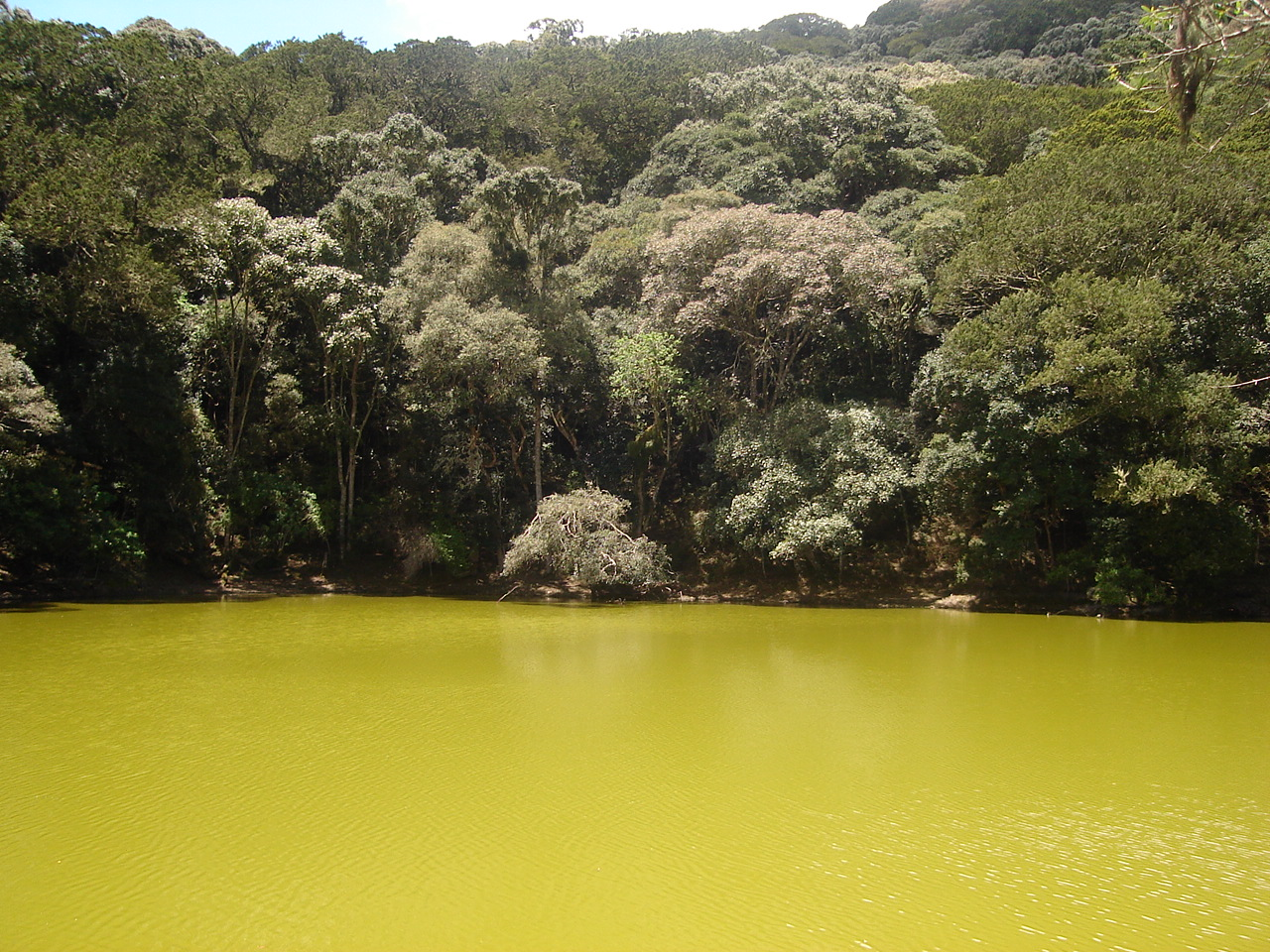
Vista
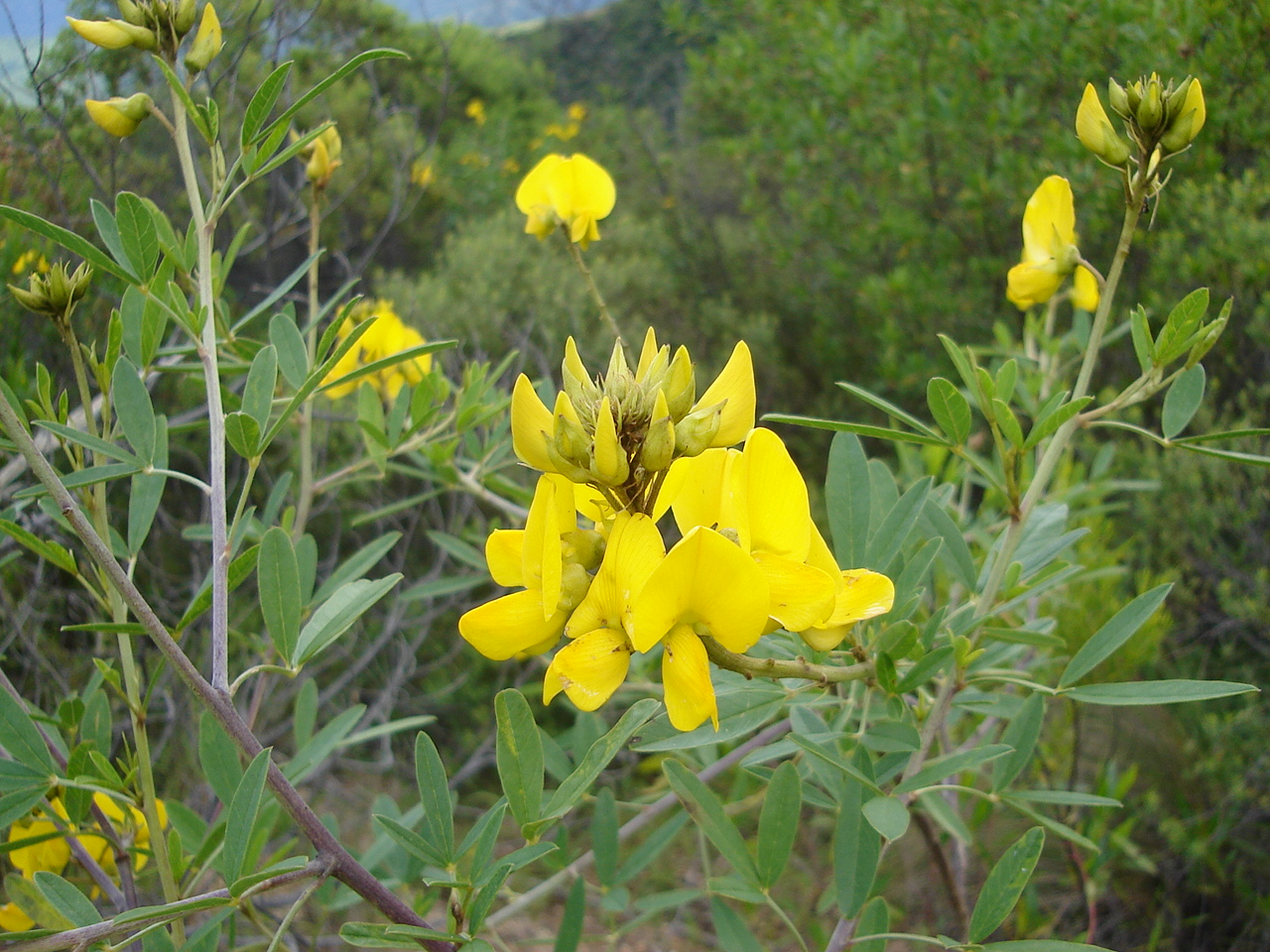
Flor Silvestre
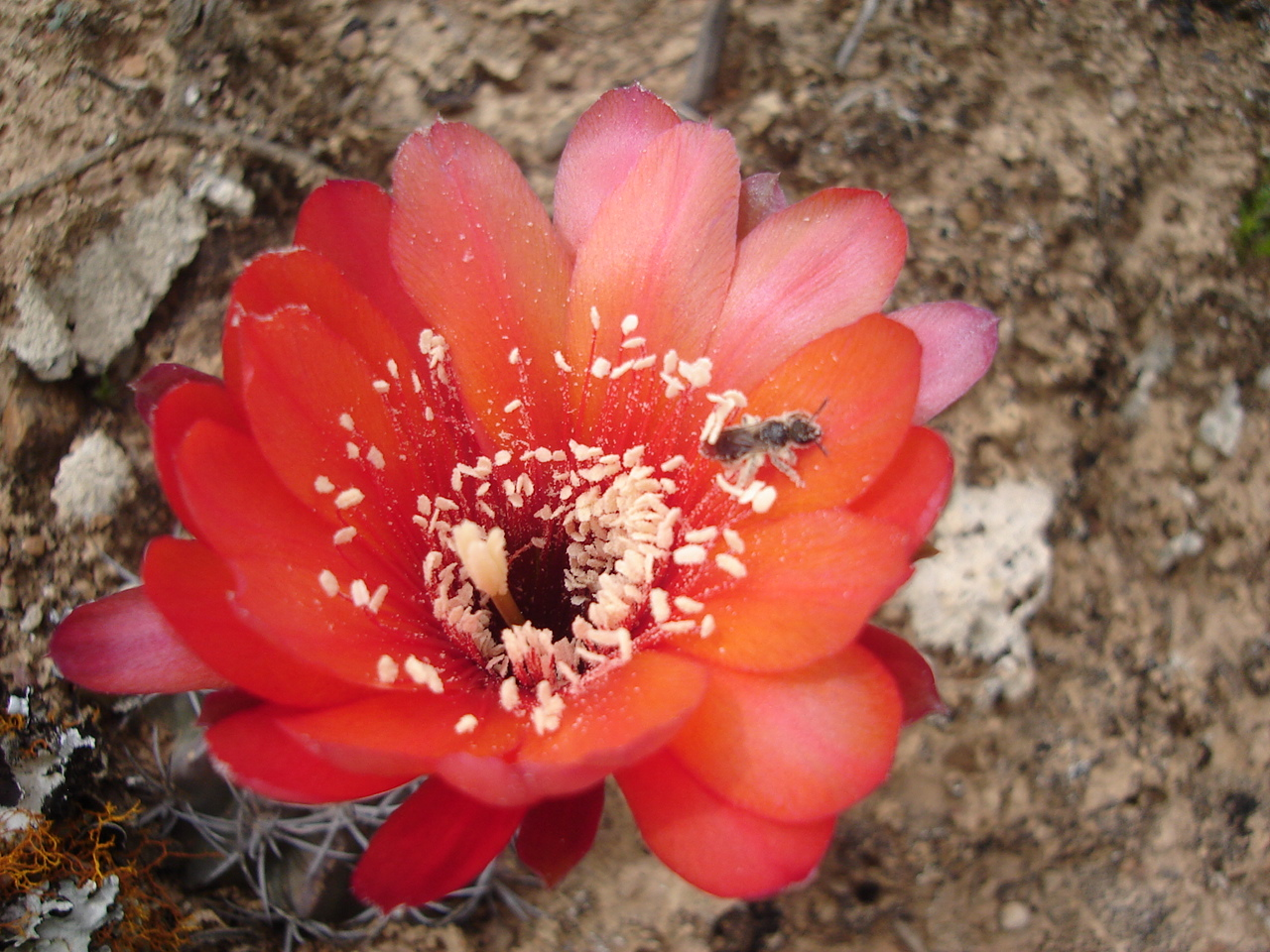
Flor Nativa
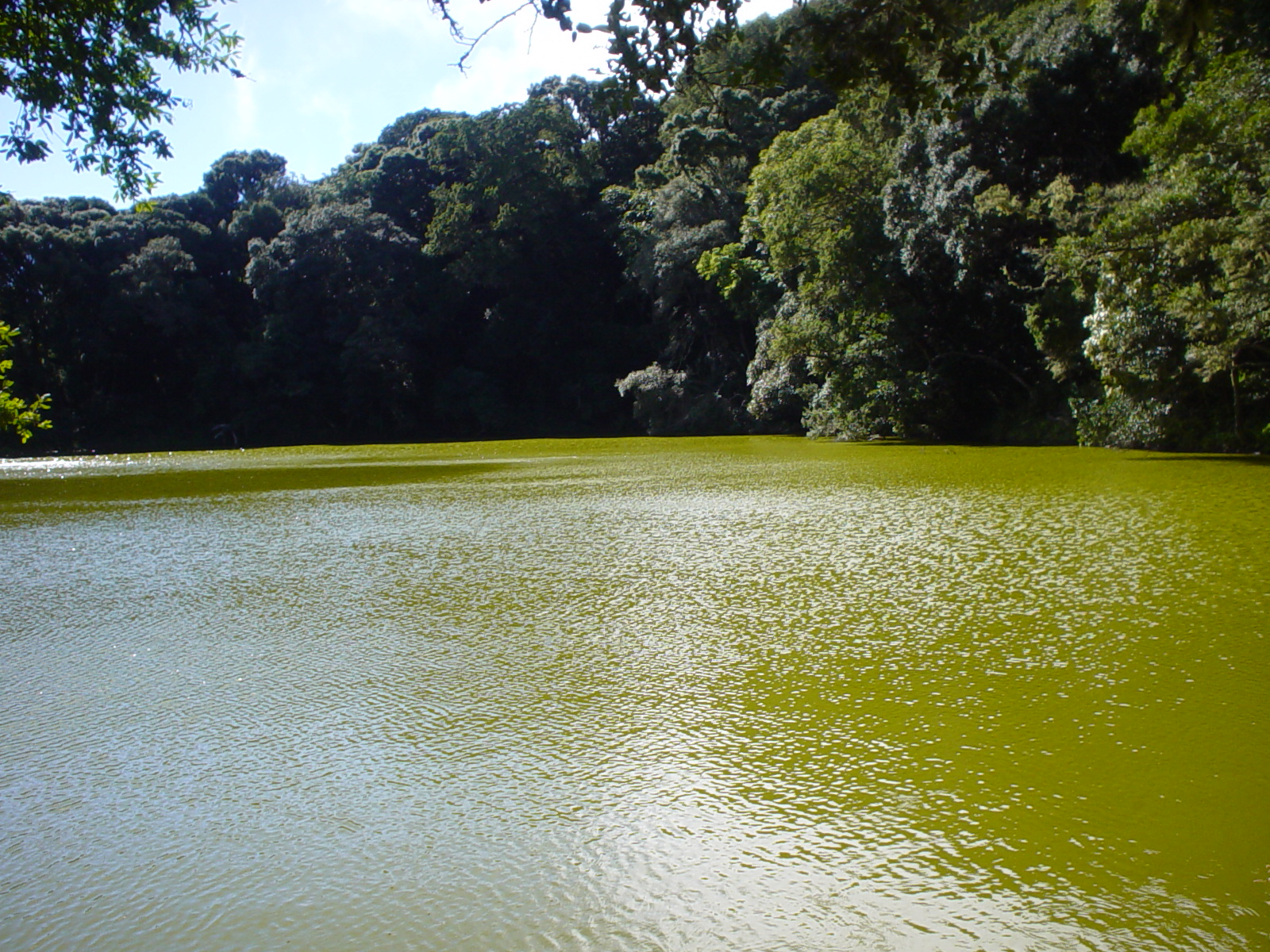
Laguna Verde